# Keystone (South Dakota)
Keystone is een plaats (town) in de Amerikaanse staat South Dakota, en valt bestuurlijk gezien onder Pennington County. Het is gelegen in de Black Hills in het westen van South Dakota. Keystone is de locatie van het beroemde monument Mount Rushmore.

## Demografie
Bij de volkstelling in 2000 werd het aantal inwoners vastgesteld op 311.
In 2006 is het aantal inwoners door het United States Census Bureau geschat op 315, een stijging van 4 (1,3%).

## Geografie
Volgens het United States Census Bureau beslaat de plaats een oppervlakte van
7,4 km², geheel bestaande uit land.

## Plaatsen in de nabije omgeving
De onderstaande figuur toont nabijgelegen plaatsen in een straal van 28 km rond Keystone.